# Guido Zagano
Guido Zagano (Pero, 26 aprile 1934) è un ex calciatore italiano, di ruolo centrocampista.

## Carriera
Cresciuto nell'Arlunese, nel 1956 passa alla Pro Patria con cui debutta in Serie B nel 1956-1957; dopo la retrocessione in Serie C torna con i lombardi tra i cadetti al termine della stagione 1959-1960, disputando altri due campionati di Serie B.
Conta complessivamente con i tigrotti 150 presenze di cui 71 in serie cadetta.
Nel 1962 passa al Saronno, giocando per altri due anni in Serie C.

## Palmarès

### Club

#### Competizioni nazionali
- Serie C: 1

Pro Patria: 1959-1960